# Fußball-Ligasystem in Österreich (Frauen)
Das Fußball-Frauen-Ligasystem in Österreich ist ein durch Aufstieg und Abstieg verzahntes hierarchisches Ligasystem zur Einteilung österreichischer Frauenfußball-Mannschaften. In der Saison 2022/23 sind dort insgesamt 236 Mannschaften in 25 Ligen aufgestellt.

## Aktuelles Ligasystem
Die höchste Spielklasse in Österreich ist die ÖFB Frauen-Bundesliga, umgangssprachlich meist Frauen-Bundesliga genannt. Darunter gibt es die 2. Liga.

### Ligapyramide
| Stufe      | Liga                             | Liga                                     | Liga                                   | Liga                                       | Liga                                | Liga                                    | Liga                                           | Liga                                    | Liga                                        |
| 1          | ÖFB Frauen-Bundesliga 10 Vereine | ÖFB Frauen-Bundesliga 10 Vereine         | ÖFB Frauen-Bundesliga 10 Vereine       | ÖFB Frauen-Bundesliga 10 Vereine           | ÖFB Frauen-Bundesliga 10 Vereine    | ÖFB Frauen-Bundesliga 10 Vereine        | ÖFB Frauen-Bundesliga 10 Vereine               | ÖFB Frauen-Bundesliga 10 Vereine        | ÖFB Frauen-Bundesliga 10 Vereine            |
| Absteiger  | ↓ 1 Verein                       | ↓ 1 Verein                               | ↓ 1 Verein                             | ↓ 1 Verein                                 | ↓ 1 Verein                          | ↓ 1 Verein                              | ↓ 1 Verein                                     | ↓ 1 Verein                              | ↓ 1 Verein                                  |
| Aufsteiger | ↑ 1 Verein                       | ↑ 1 Verein                               | ↑ 1 Verein                             | ↑ 1 Verein                                 | ↑ 1 Verein                          | ↑ 1 Verein                              | ↑ 1 Verein                                     | ↑ 1 Verein                              | ↑ 1 Verein                                  |
| 2          | 2. Liga bis zu 12 Vereine        | 2. Liga bis zu 12 Vereine                | 2. Liga bis zu 12 Vereine              | 2. Liga bis zu 12 Vereine                  | 2. Liga bis zu 12 Vereine           | 2. Liga bis zu 12 Vereine               | 2. Liga bis zu 12 Vereine                      | 2. Liga bis zu 12 Vereine               | 2. Liga bis zu 12 Vereine                   |
| Absteiger  | ↓ 1–2 Vereine                    | ↓ 1–2 Vereine                            | ↓ 1–2 Vereine                          | ↓ 1–2 Vereine                              | ↓ 1–2 Vereine                       | ↓ 1–2 Vereine                           | ↓ 1–2 Vereine                                  | ↓ 1–2 Vereine                           | ↓ 1–2 Vereine                               |
| Aufsteiger | 0–1 Verein                       | 0–1 Verein                               | 0–1 Verein                             | 0–1 Verein                                 | 0–1 Verein                          | 0–1 Verein                              | 0–1 Verein                                     | 0–1 Verein                              | 0–1 Verein                                  |
| 3          | OÖ Frauenliga 10 Vereine Website | Salzburger Frauenliga 10 Vereine Website | Frauen Tiroler Liga 10 Vereine Website | Vorarlberger Frauenliga 10 Vereine Website | Burgenland keine Landesliga Website | Frauen Kärntner Liga 10 Vereine Website | Frauenlandesliga Steiermark 10 Vereine Website | Frauen Landesliga NÖ 10 Vereine Website | Wiener Frauen Landesliga 10 Vereine Website |

## Organisation und Lizenzierung
Die jeweiligen Ligen werden vom Österreichischen Fußball-Bund (ÖFB) und dessen Landesverbänden organisiert. Prinzipiell umfasst der Wirkungsbereich der Landesverbände das jeweilige Bundesland, allerdings gibt es Ausnahmen aufgrund geografischer Gegebenheiten: So gehören beispielsweise die Vereine Osttirols anstelle des Tiroler Fußballverbandes (TFV) dem Kärntner Fußballverband (KFV) an und manche Vereine aus den oberösterreichischen Grenzregionen zu Salzburg und Niederösterreich gehören nicht dem Oberösterreichischen Fußball-Verband (OÖFV), sondern dem Salzburger Fußball-Verband (SFV) beziehungsweise dem Niederösterreichischen Fußballverband (NÖFV) an. Vereine aus dem Burgenland spielen entweder in den niederösterreichischen oder in den Wiener Ligen.

## Spielbetrieb

### ÖFB Frauen-Bundesliga
Die Bundesliga ist die höchste Fußballklasse im österreichischen Frauen-Fußballsystem, in welcher 10 Mannschaften um die österreichische Staatsmeisterschaft spielen. In jeweils einer Hin- und Rückrunden à neun Begegnungen spielen alle Teams gegeneinander, jedes Team hat in der gesamten Saison neun Heim- und neun Auswärtsspiele. Am Saisonende steigt die letztplatzierte Mannschaft ab und wird durch einen Verein aus der 2. Liga ersetzt. Die zweiten Mannschaften der Bundesligisten werden in der Frauen Future League aufgestellt.

### 2. Liga
In der 2. Liga erfolgt der Spielbetrieb mit bis zu 12 Mannschaften. Der Meister der 2. Liga steigt in die ÖFB Frauen-Bundesliga auf.

### Landesliga
Unterhalb der 2. Liga bilden die Landesligen die dritte Spielklasse. Die Namen der Landesligen variieren je nach Verband: Wiener Frauen Landesliga (Wien), Frauen Landesliga NÖ (Niederösterreich), Frauen Landesliga Steiermark (Steiermark), OÖ Frauenliga, (Oberösterreich), Frauen Kärntner Liga (Kärnten), Salzburger Frauenliga (Salzburg), Frauen Tiroler Liga (Tirol), Vorarlberger Frauenliga (Vorarlberg).
Die Meister der Landesliga tragen ein Playoff um den Aufstiegsplatz aus. Die Zahl der Absteiger (1 bis 2) richtet sich nach der Anzahl Absteiger aus der bzw. Aufsteiger in die ÖFB Frauen-Bundesliga.
Darunter unterscheidet sich der Aufbau zwischen den Landesverbänden teilweise erheblich:
- Burgenland: keine
- Kärnten: keine
- Niederösterreich: Die vierte Spielklasse heißt Frauen Gebietsliga (in 3 Staffeln), darunter folgen die Frauengruppe  (in 2 Staffeln).
- Oberösterreich: Die vierte Spielklasse heißt Landesliga Frauen OÖ(in 1 Staffel), darunter folgen die Frauenklasse   (in 2 Staffeln).
- Salzburg: keine
- Steiermark: Die vierte Spielklasse heißt Frauenoberliga (in 2 Staffeln).
- Tirol: Die vierte Spielklasse heißt Frauen Landesliga (in 2 Staffeln).
- Vorarlberg: keine
- Wien: Die vierte Spielklasse heißt Frauen 1. Klasse (in 1 Staffel), darunter folgen die Frauen 2. Klasse  (in 1 Staffel).

| Stufe | Burgenland | Kärnten | Niederösterreich              | Oberösterreich                 | Salzburg | Steiermark                | Tirol                        | Vorarlberg | Wien                       |
| 4     |            |         | Frauen Gebietsliga 3 Staffeln | Landesliga Frauen OÖ 1 Staffel |          | Frauenoberliga 2 Staffeln | Frauen Landesliga 2 Staffeln |            | Frauen 1. Klasse 1 Staffel |
| 5     |            |         | Frauengruppe 2 Staffeln       | Frauenklasse OÖ 2 Staffeln     |          |                           |                              |            | Frauen 2. Klasse 1 Staffel |

#### Burgenland
Im Burgenland wird keine Meisterschaft ausgetragen.

#### Kärnten
| Stufe | Liga                            | Liga                            | Liga                            | Liga                            |
| 3     | Frauen Kärntner Liga 11 Vereine | Frauen Kärntner Liga 11 Vereine | Frauen Kärntner Liga 11 Vereine | Frauen Kärntner Liga 11 Vereine |

#### Niederösterreich
| 3          | Frauen Landesliga NÖ 12 Vereine                | Frauen Landesliga NÖ 12 Vereine          | Frauen Landesliga NÖ 12 Vereine                    |
| Absteiger  | ↓ 2 Vereine                                    | ↓ 2 Vereine                              | ↓ 2 Vereine                                        |
| Aufsteiger | ↑ 0–1 Verein                                   | ↑ 0–1 Verein                             | ↑ 1 Verein                                         |
| 4          | Frauen Gebietsliga Industrieviertel 12 Vereine | Frauen Gebietsliga Mostviertel 8 Vereine | Frauen Gebietsliga Nordwest-Waldviertel 11 Vereine |
| Absteiger  | ↓ 0–1 Verein                                   | ↓ 0–1 Verein                             | ↓ 1 Verein                                         |
| Aufsteiger | ↑ 1 Verein                                     | ↑ 1 Verein                               | ↑ 1 Verein                                         |
| 5          | Frauengruppe West 7 Vereine                    | Frauengruppe West 7 Vereine              | Frauengruppe Weinviertel 10 Vereine                |

#### Oberösterreich
| 3          | OÖ Frauenliga 10 Vereine           | OÖ Frauenliga 10 Vereine           | OÖ Frauenliga 10 Vereine           | OÖ Frauenliga 10 Vereine           |
| Absteiger  | ↓ 0–1 Verein                       | ↓ 0–1 Verein                       | ↓ 0–1 Verein                       | ↓ 0–1 Verein                       |
| Aufsteiger | ↑ 1 Verein                         | ↑ 1 Verein                         | ↑ 1 Verein                         | ↑ 1 Verein                         |
| 4          | Landesliga Frauen OÖ 8 Vereine     | Landesliga Frauen OÖ 8 Vereine     | Landesliga Frauen OÖ 8 Vereine     | Landesliga Frauen OÖ 8 Vereine     |
| Absteiger  | ↓ 1 Verein                         | ↓ 1 Verein                         | ↓ 1 Verein                         | ↓ 1 Verein                         |
| Aufsteiger | ↑ 0–1 Verein                       | ↑ 0–1 Verein                       | ↑ 0–1 Verein                       | ↑ 0–1 Verein                       |
| 5          | Frauenklasse OÖ Nord/Ost 9 Vereine | Frauenklasse OÖ Nord/Ost 9 Vereine | Frauenklasse OÖ Süd/West 8 Vereine | Frauenklasse OÖ Süd/West 8 Vereine |

#### Salzburg
| 3 | Salzburger Frauenliga 7 Vereine | Salzburger Frauenliga 7 Vereine | Salzburger Frauenliga 7 Vereine | Salzburger Frauenliga 7 Vereine |

#### Steiermark
| 3          | Frauenlandesliga Steiermark 12 Vereine | Frauenlandesliga Steiermark 12 Vereine | Frauenlandesliga Steiermark 12 Vereine | Frauenlandesliga Steiermark 12 Vereine |
| Absteiger  | ↓ 1 Verein                             | ↓ 1 Verein                             | ↓ 1 Verein                             | ↓ 1 Verein                             |
| Aufsteiger | ↑ 0–1 Verein                           | ↑ 0–1 Verein                           |                                        |                                        |
| 4          | Frauenoberliga Nord 6 Vereine          | Frauenoberliga Süd 10 Vereine          |                                        |                                        |

#### Tirol
| 3          | Frauen Tiroler Liga 10 Vereine  | Frauen Tiroler Liga 10 Vereine   | Frauen Tiroler Liga 10 Vereine | Frauen Tiroler Liga 10 Vereine |
| Absteiger  | ↓ 1 Verein                      | ↓ 1 Verein                       | ↓ 1 Verein                     | ↓ 1 Verein                     |
| Aufsteiger | ↑ 0–1 Verein                    | ↑ 0–1 Verein                     |                                |                                |
| 4          | Frauen Landesliga Ost 6 Vereine | Frauen Landesliga West 5 Vereine |                                |                                |

#### Vorarlberg
| 3 | Vorarlberger Frauenliga 8 Vereine | Vorarlberger Frauenliga 8 Vereine | Vorarlberger Frauenliga 8 Vereine | Vorarlberger Frauenliga 8 Vereine |

#### Wien
Geschichte des Wiener Fußball-Verbandes
| 3          | Wiener Frauen Landesliga 10 Vereine | Wiener Frauen Landesliga 10 Vereine | Wiener Frauen Landesliga 10 Vereine | Wiener Frauen Landesliga 10 Vereine |
| Absteiger  | ↓ 1 Verein                          | ↓ 1 Verein                          | ↓ 1 Verein                          | ↓ 1 Verein                          |
| Aufsteiger | ↑ 1 Verein                          |                                     |                                     |                                     |
| 4          | Frauen 1. Klasse 9 Vereine          |                                     |                                     |                                     |
| Absteiger  | ↓ 1 Verein                          |                                     |                                     |                                     |
| Aufsteiger | ↑ 1 Verein                          |                                     |                                     |                                     |
| 5          | Frauen 2. Klasse 4 Vereine          |                                     |                                     |                                     |